# Катанин
Катанин - это белок с АТФ-азной активностью, разрезающий микротрубочки. Он назван в честь японского меча - катаны. 
Катанин является димером. Он состоит из двух субъединиц с молекулярной массой 60 000 а. е. м. и 80 000 а. е. м. Первая субъединица - АТФ-аза. Она расщепляет АТФ и разрезает микротрубочки. Вторая субъединица отвечает за регуляцию активности белка и перемещение белка к центросомам.

## Принцип работы
Рентгеновская кристаллография показывает, что протофиламенты микротрубочек меняют форму с прямой на изогнутую при гидролизе ГТФ β-тубулином. Однако в составе микротрубочек протофиламенты сохраняют прямую конформацию, как и до гидролиза. Чтобы нарушить взаимодействия между молекулами тубулина во всех протофиламентах,  катанин полимеризуется и образует вокруг микротрубочки кольцо. Когда все молекулы выстраиваются в кольцо и одновременно гидролизуют АТФ, возникает механическая сила, нарушающая взаимодействие между молекулами тубулина в каждом протофиламенте. После этого кольцевая структура катанина разваливается, тубулин диссоциирует, и микротрубочка распадается на две части.

## Роль в клетке
Катанин является важным белком при митозе и мейозе. Диссоциация микротрубочек - важная задача катанина для подготовки митотического аппарата в интерфазе. MAP белки, которые защищают микротрубочки от разрезания, расщепляются в интерфазе, и катанин начинает резать микротрубочки.